# Serranus tabacarius
Serranus tabacarius és una espècie de peix de la família dels serrànids i de l'ordre dels perciformes.

## Morfologia
Els mascles poden assolir els 22 cm de longitud total.

## Distribució geogràfica
Es troba des de Bermuda i el sud de Florida fins al nord del Brasil, incloent-hi les Bahames, el Carib i les Antilles.